# Xã Victoria, Quận Cass, Iowa
Xã Victoria (tiếng Anh: Victoria Township) là một xã thuộc quận Cass, tiểu bang Iowa, Hoa Kỳ. Năm 2010, dân số của xã này là 133 người.